# Манассиева хроника

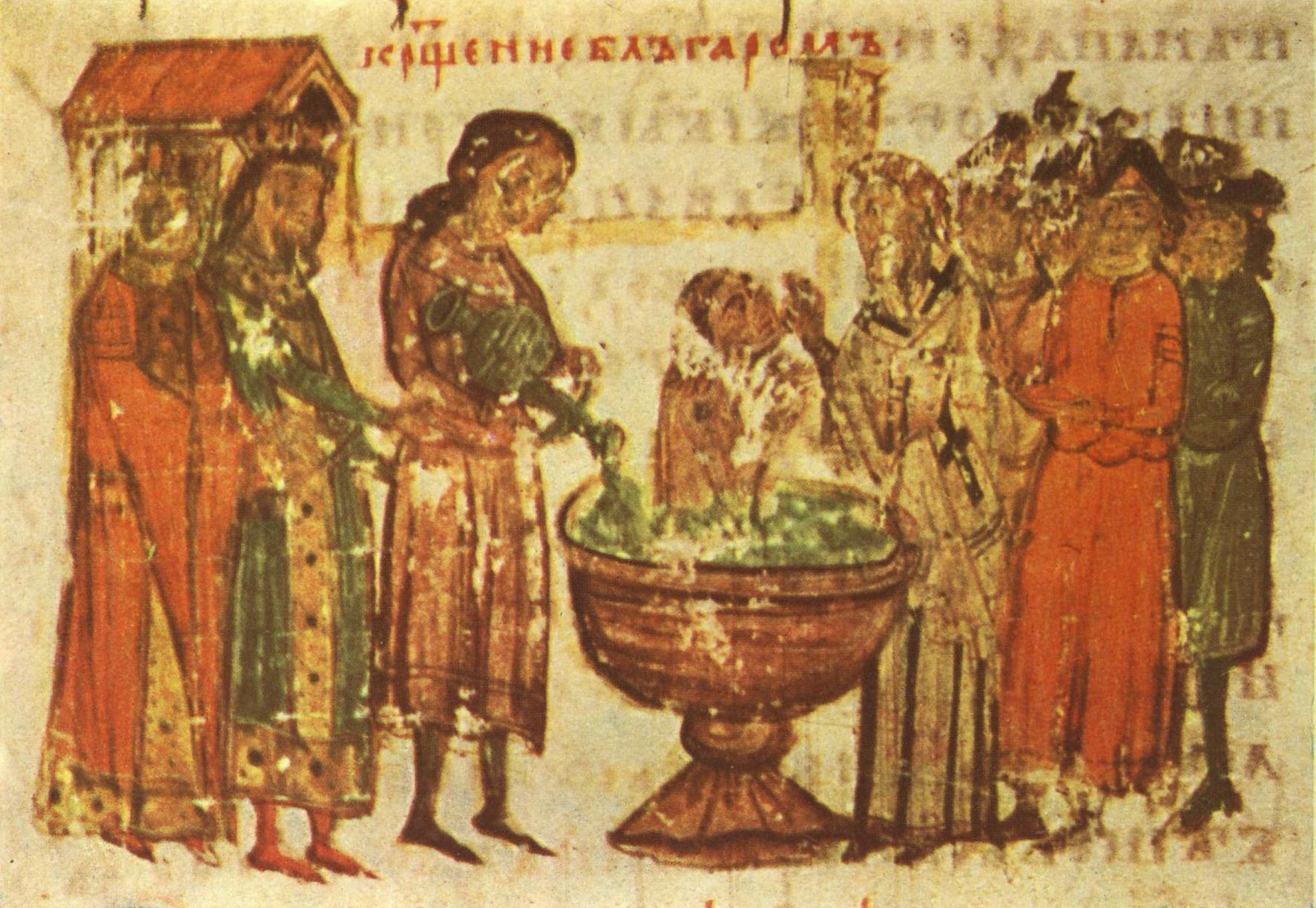
Крещение болгар. Миниатюра из Ватиканского списка Манассиевой хроники

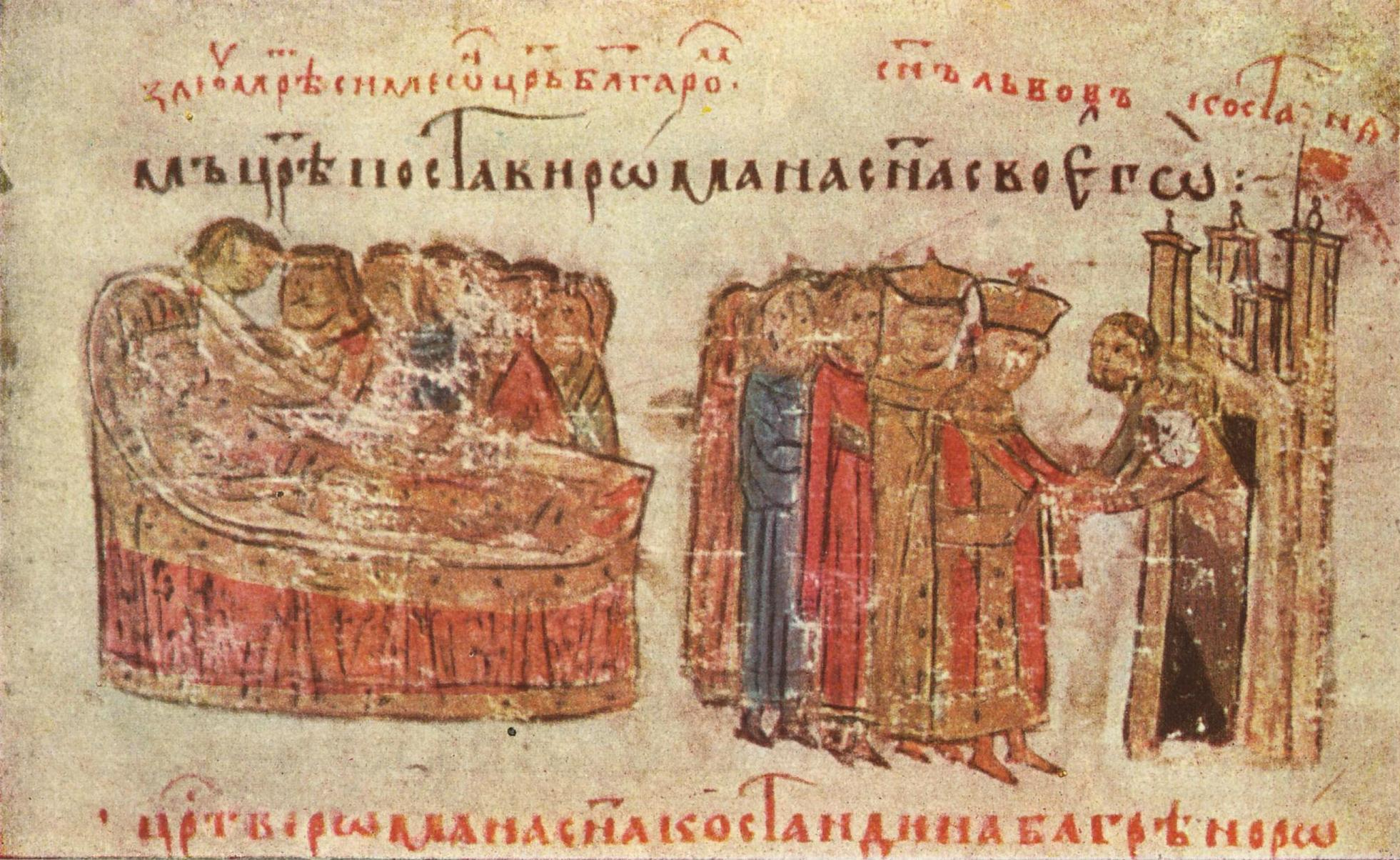
Смерть царя Петра. Миниатюра из Ватиканского списка

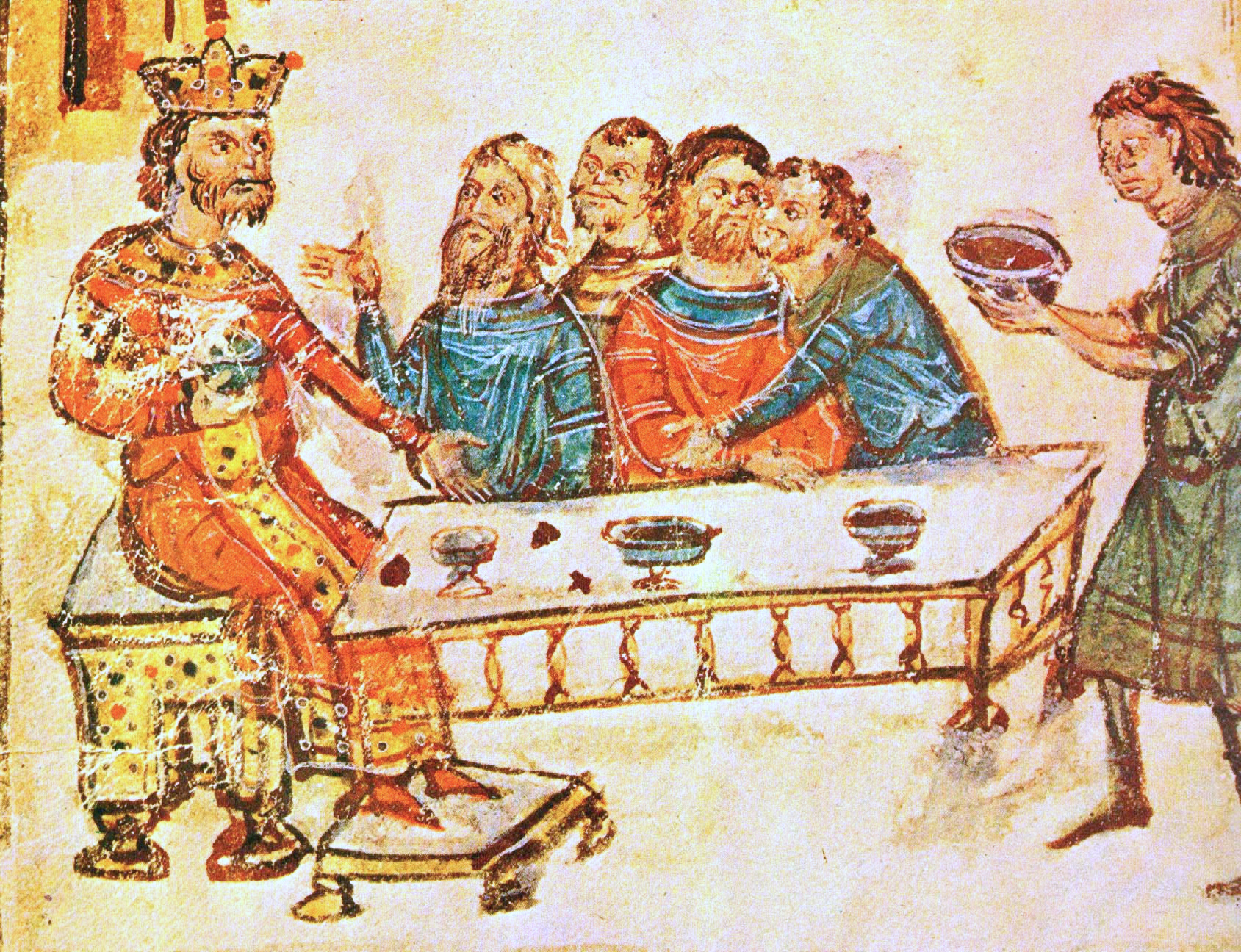
Крам пирует после победы над императором Никифором. Миниатюра из Ватиканского списка

Манассиева хроника (также Манассиева летопись) — болгарский средневековый письменный памятник, перевод Всемирной хроники византийского писателя Константина Манассии. Оригинальный текст написан в стихотворной форме и состоит из 6733 стихов. Он охватывает события от сотворения мира до начала правления византийского императора Алексия I Комнина (1081—1118). Хроника написана по просьбе севастократора Ирины, жены севастократора Андроника Комнина, брата императора Мануила I Комнина.
Перевод был сделан в прозе в 1335—1345 гг. по приказу болгарского царя Ивана Александра (1331—1371) и имеет 19 дополнений, связанных с историей Болгарии. Сохранилось 5 списков.
Как содержание, так и система образов и стиль Хроники Константина Манассии оказали большое влияние на древнерусскую литературу, особенно на летописно-хронографические произведения (Русский Хронограф; Никоновская летопись; Лицевой летописный свод; Казанская история; «Повесть о зачале Москвы» и др.).

## Известные списки
Московский, или Синодальный, список — болгарская редакция, самый старый сохранившийся список летописи, сохранившийся в сборнике попа Филиппа 1345 года. Копия была привезена из Хилендарского монастыря Ватопед и передана патриарху Никону в 1665 году иеромонахом Арсением (Сухановым), в связи с планируемой в России реформой богослужебных книг в XVII веке. Сейчас он находится в Государственном Историческом музее в Москве.
Ватиканский список состоит из 206 пергаментных листов. Он единственный иллюстрирован оригинальными миниатюрами — 69 штук с более чем 100 отдельными сценами. Из них 18 миниатюр посвящены событиям болгарской истории, болгарско-русским и болгаро-византийским отношениям. Остальное место занимал ныне утраченный римский оригинал. Этот список хранится в библиотеке Ватикана.
Тулчанский список — болгарская редакция XVI—XVII веков, хранится в собрании рукописей Румынской академии наук в Бухаресте.
Хилендарский список 1510 года представлен сербославянской редакцией, хранится в Хилендарском монастыре.
Новгородский, или Софийский, список XVII века также записан в сербославянской редакции, хранится в Российской национальной библиотеке в Санкт-Петербурге.